# Xian de Wan'an
Le xian de Wan'an (万安县 ; pinyin : Wàn'ān Xiàn) est un district administratif de la province du Jiangxi en Chine. Il est placé sous la juridiction de la ville-préfecture de Ji'an.

## Démographie
La population du district était de 281 079 habitants en 1999.